# 延豊駅 (忠清北道)
延豊駅（ヨンプンえき）は、大韓民国忠清北道槐山郡にある韓国鉄道公社（KORAIL）の鉄道駅である。

## 路線
- 韓国鉄道公社
  - 中部内陸線

## 歴史
- 2024年11月30日 - 開業[2]。

## 隣の駅
韓国鉄道公社
中部内陸線
水安保温泉駅 - 延豊駅 - 聞慶駅